# موسيقى عراقية

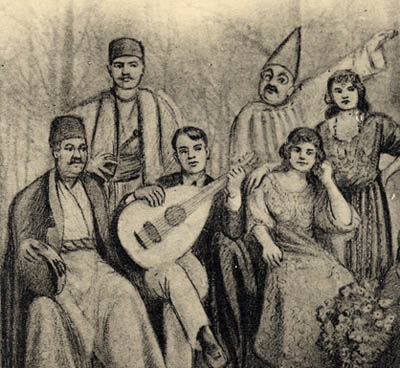
فرقة موسيقية عراقية من بغداد عام 1920م

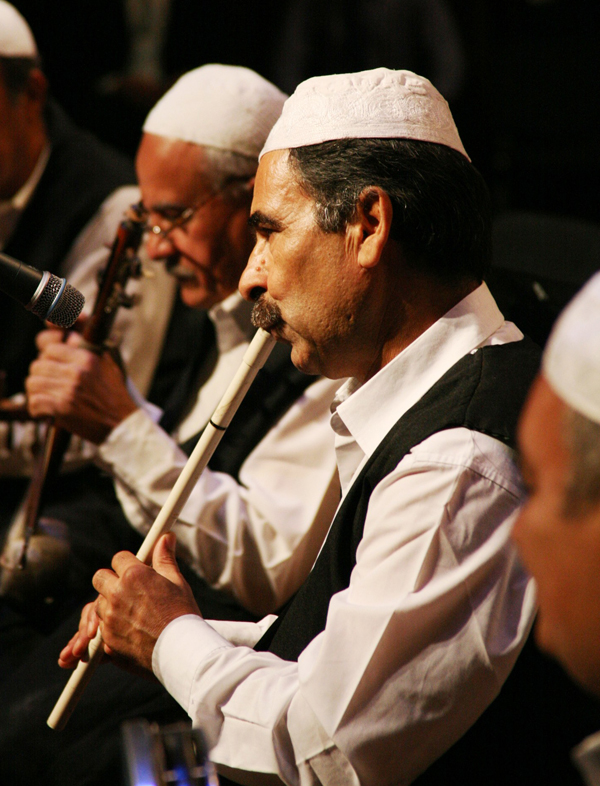
عازفي مزمار في فرقة فنون شعبية عراقية خلال تأدية عرض

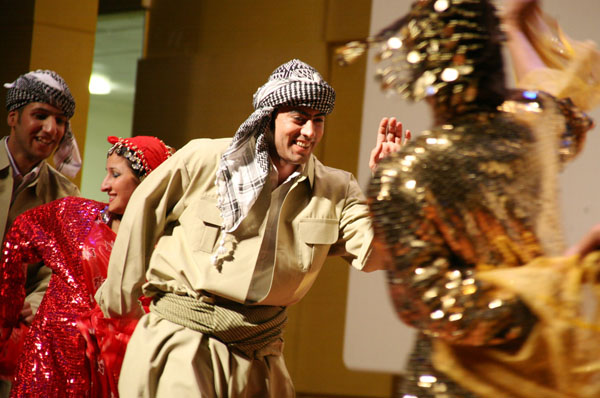
فرقة فنون شعبية عراقية تؤدي عرضاً فنياً من الفلكلور العراقي الكردي

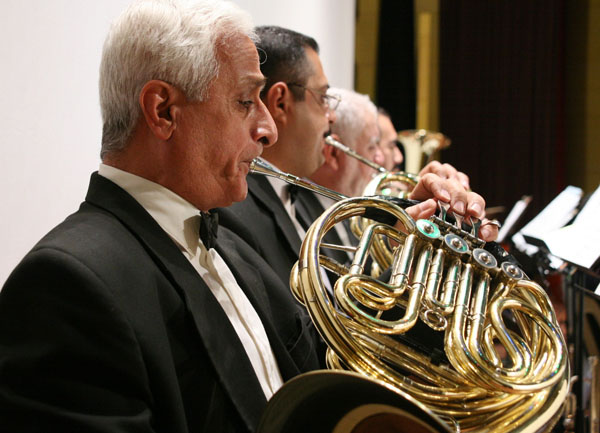
عازفون من فرقة الأوركسترا السمفونية القومية العراقية

الموسيقى العراقية وأحياناً تعرف بالموسيقى الرافدينية أو موسيقى بلاد ما بين النهرين هي الموسيقى التي تعود جذورها إلى بلاد ما بين النهرين والمعروفة باسم العراق.

## التاريخ

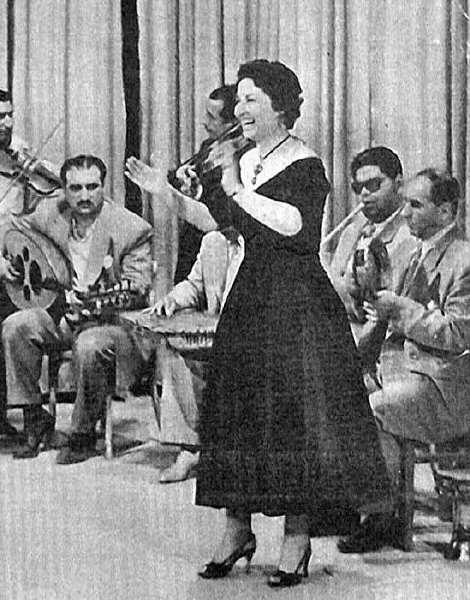
الفنانة عفيفة إسكندر

يعود تاريخ الموسيقى في العراق إلى عهود قديمة بقدم العراق نفسه وتطورت الموسيقى عبر الحقب المتعددة فمن أقدم قيثارة في العالم إلى اختراع العود ومن إضافة الوتر الخامس له إلى الايقاعات والمقامات العراقية المختلفة. وتطورت الموسيقى العراقية بشكل ملحوظ بداية القرن العشرين على يد الأخوين صالح الكويتي وداود الكويتي، ووصل عدد المطربات في أربعينيات القرن إلى ما يقارب الأربعين مطربة، ثم عرفت الموسيقى العراقية بعد ذلك العديد من الملحنين الذي رفدوا الأغنية العراقية بأجمل الأغاني مثل عباس جميل، ناظم نعيم، محمد نوشي، رضا علي، كمال السيد، كوكب حمزة، طالب غالي، حميد البصري، طارق الشبلي، مفيد الناصح، جعفر الخفاف وطالب القرغولي وغيرهم. كذلك يزخر العراق بالعديد من الأصوات الكبيرة في مجال العراق، فمن القرن المنصرم نذكر ناظم الغزالي، داخل حسن، زهور حسين، فؤاد سالم حسين نعمة، رياض أحمد، قحطان العطار، مائدة نزهت، أنوار عبد الوهاب، ستار جبار وكاظم الساهر وغيرهم الكثير.
- الموسيقى والرقص

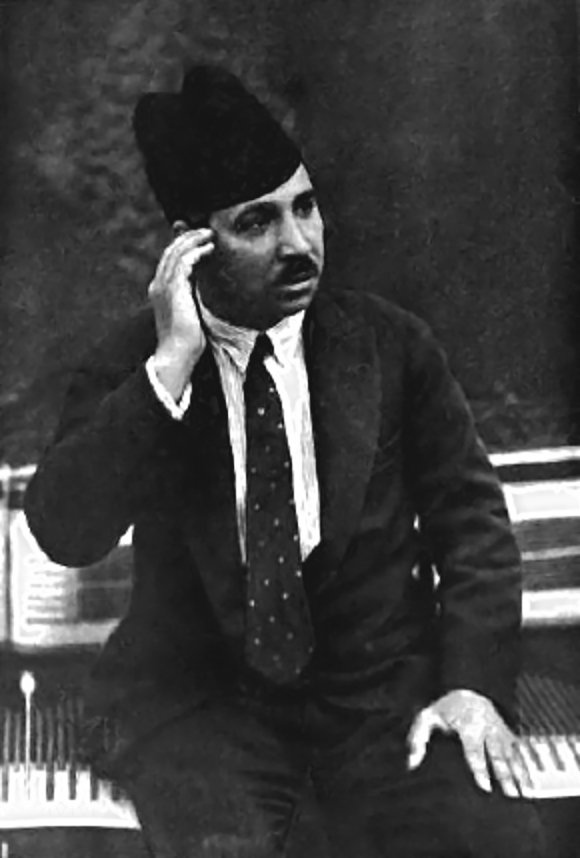
الفنان محمد القبانجي.

ويعرف العراق في المقام الأول لتراثها الغني المقام الذي تنتقل شفويا من جانب سادة المقام في سلسلة متصلة من انتقال قيادة وحتى الوقت الحاضر. يعتبر مقام العراقي ليكون شكل أنبل والكمال من مقام. كما يوحي الاسم، هو الأصلي إلى العراق، وقد كان من المعروف لحوالي 400 سنة في بغداد والموصل وكركوك. يتم تنفيذ ذلك من قبل مغنية ('قاري) وثلاثة من العازفين لعب السنطور (آلة القانون مربع)، jawzah (rebab / سنبلة الكمان)، dumbek (طبلة القدح)، وانضم في بعض الأحيان من قبل رق (الدف). آل Chalghi البغدادي هو اسم الفرقة التي تنفذ هذه الموسيقى، وآل المقام آل العراقي هو مجموعة من القصائد سونغ إما مكتوبة في واحدة من 16 مترا للغة العربية الفصحى أو في اللهجة العراقية. ومن المسلم به هذا النوع من الفن من قبل منظمة اليونسكو بأنها «التراث غير المادي للبشرية». لسوء الحظ، بسبب الغزو الكارثي للولايات المتحدة، ويجري تهديد هذا الشكل الفني مع الاعداد المتزايدة من الطلبة والاساتذة.

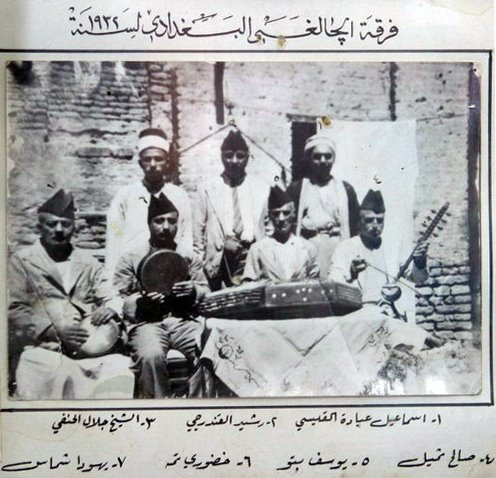
فرقة بغداد 1932

وكما هو معروف في العراق للحصول على صك يسمى العود (مشابه للعود) وrebab (مشابه للالكمان)؛ نجومها تشمل أحمد مختار ومنير بشير. حتى سقوط صدام حسين، وكانت محطة الإذاعة الأكثر شعبية لإذاعة صوت الشباب. لعب مزيج من موسيقى الروك الغربية، والهيب هوب وموسيقى البوب، والتي كان يتم استيرادها عبر الأردن بسبب العقوبات الاقتصادية الدولية. وقد أنتج العراق أيضا عربية رئيسية نجمة البوب في المنفى في كاظم الساهر. وكذلك الأغاني الشعبية من التركمان العراقي المعروف، وعبد الرحمن كيزيلاى هو اسم القيادي.
وكانت العديد من الموسيقيين الأبرز في العراق في أوائل القرن 20، واليهودية. وفي عام 1936، أنشئت إذاعة العراق مع فرقة مكونة كليا من اليهود، باستثناء لاعب قرع. الملاهي الليلية في بغداد وظهر أيضا الموسيقيين اليهود تقريبا كليا. في هذه الملاهي الليلية، وتألفت الفرق من العود، عملية فرض القانون وعازف الإيقاع اثنين، في حين تم استخدام نفس الشكل مع الناي والتشيللو على الراديو.

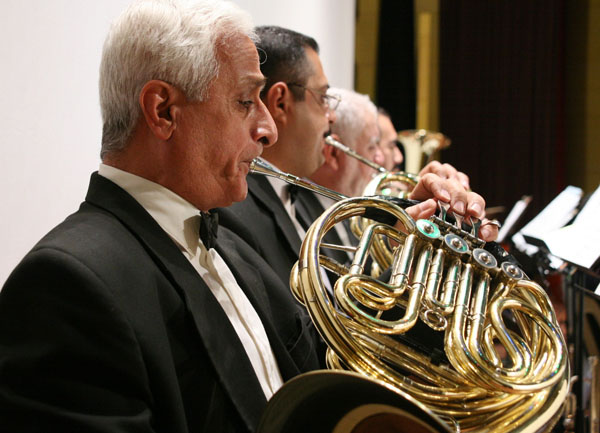
في أوركسترا الوطنية العراقية يقيم حفلة خاصة في العراق في تموز 2007.

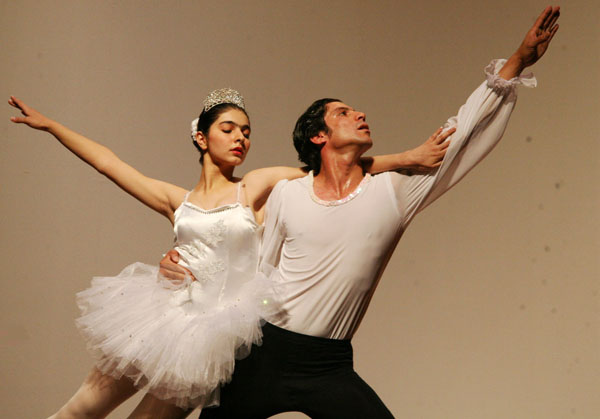
اثنين من راقصي الباليه من فرقة الباليه الوطنية العراقية أداء في العراق في عام 2007.

كان واحدا من الأسباب التي أدت إلى هيمنة من العازفين اليهود في أوائل القرن 20 الموسيقى العراقية مدرسة بارزة للأطفال اليهود أعمى، والتي تأسست في أواخر 1920s. وأصبح العديد من الطلاب والموسيقيين، وتشكل في نهاية المطاف لفرقة الموسيقى العربية Qol يسرائيلي (راديو إسرائيل).
المطربين، من ناحية أخرى، كان مسلم، اليهودية والمسيحية. وكان المغني الأكثر شهرة من 1940s-1930s ربما يهودي سليمة باشا (في وقت لاحق سليمة مراد). وكان الاحترام والعشق للباشا غير عادي في ذلك الوقت، منذ كان يعتبر الأداء العلني من قبل النساء ومخزية، والإناث أكثر وقد تم تعيين المغنين من بيوت الدعارة.
وقد تم تدريب العديد من العازفين والمغنين من القرن العشرين منتصف وأواخر في المعهد بغداد.
لجزء كبير من القرن 20، وكانت مصر مركزا للموسيقى العربية الشعبية، مع نجوم قليلة فقط من بلدان أخرى تجد النجاح الدولي. وكان المؤلف الموسيقي الأكثر شهرة في وقت مبكر من العراق عزرا أهارون، وعازف عود، في حين كان داود والعازف أبرز شركة كويتية. داود وشقيقه صالح تشكيل فرقة رسمية للإذاعة العراقية، وكانت مسؤولة عن تقديم التشيلو والناي في الفرقة التقليدية.
في السنوات الأخيرة أصبحت المدرسة العراقية من اللاعبين العود بارزة جدا، مع لاعبين مثل Shukur سلمان ومنير بشير تطوير أسلوب راق جدا ودقيقة من اللعب يجمع بين عناصر أقدم العربية مع التأثيرات الاناضول أكثر حداثة.

### التاريخ القديم لموسيقى بلاد ما بين النهرين
العراق كان الموقع الذي ولدت منه حضارات قديمة عديدة مثل حضارات سومر وبابل وآشور وغيرها والتي كانت للموسيقى دور في حياة سكانها. فقد تم العثور على عدد من القطع الأثرية التي تعود لحقب ما قبل التاريخ وفيها دلائل لاستخدام آلات موسيقية مثل القيثارة, حيث يعتقد ان أقدم قيثارة وجدت في العالم لحد الآن هي قيثارة أور الشهيرة التي وجدت في أور جنوب العراق.

### الحقبة الإسلامية لبلاد الرافدين
كان العراق موقعاً لامتزاج الثقافات والحضارات مع الحفاظ على صبغته الرافدينية المميزة. ومن العراق ظهر المقام العراقي إضافة إلى أن العراق في تلك الحقبة قد ولد العديد من الشخصيات الموسيقية المهمة مثل إسحاق الموصلي وزرياب وإبراهيم الموصلي وغيرهم. كما كان له التأثير في الآلات الموسيقية.

### الموسيقى في العراق المعاصر
في العراق المعاصر العديد من الأنماط الموسيقية مثل النمط الموسيقي الغنائي البغدادي والريفي الجنوبي والبصراوي والكردي والبدوي والكاولي (الغجري) وغيره. وقد كانت نسبة كبيرة من الموسيقيين في بداية القرن العشرين من اليهود. كما أن راديو العراق الذي افتتح عام 1936م كان لليهود يشكلون نسبة كبيرة من موظفيه في بداياته.

## الآلات الموسيقية
الموسيقى العراقية تشمل على العديد من الآلات الموسيقية الشرقية مثل القانون والسنطور والمزمار والعود والبزغ والدنبك والجوزة والكاسور غيرها من الآلات.

## الموسيقى الغربية
كان للغرب تأثير على الموسيقى العراقية حيث ادخلت أنماط وآلات موسيقية جديدة إلى موسيقى العراق.

## شخصيات موسيقية عراقية
من الشخصيات الموسيقية العراقية:
- ناظم الغزالي
- صالح وداوود الكويتي
- منير بشير
- جميل بشير
- سعدون جابر
- باهر الرجب
- سلمان شكر
- غانم حداد
- سالم حسين الأمير
- حضيري أبو عزيز
- داخل حسن
- ناصر حكيم
- مائدة نزهت
- أنوار عبد الوهاب
- عفيفة إسكندر
- زهور حسين
- سليمة مراد
- محمد القبانجي
- حامد السعدي
- أمل خضير
- فريدة محمد علي
- كاظم الساهر
- علاء مجيد
- رائد جورج
- رامي الرجب
- نصير شمة
- إلهام المدفعي
- أحمد مختار